# Zahra Khanom Tadj es-Saltaneh
Tadj es-Saltaneh o Tāj es-Salṭanah (en persa: تاج السلطنه) (Irán; 1883 - Teherán, Irán; 25 de enero de 1936) fue una princesa persa y memorista de la Dinastía Kayar.

## Biografía
Hija del monarca Nasereddín Sah Kayar y de su consorte Turan es-Saltaneh, nació a finales del año 1883 d. C. (1301 d. H.). Tadj es-Saltaneh fue a la escuela a la edad de 7 años, aprendiendo a dominar los idiomas persa, árabe y francés. A la edad de 10 años fue casada con Amir Hussein Khan Shoja'al Saltaneh, de quien se divorció posteriormente en 1899. De este matrimonio nacieron cuatro hijos, dos hijas y dos varones, siendo separados de su madre al divorciarse.
En 1908 contrajo matrimonio con Kowloer Ahasi.

## Interés por el arte y la literatura
Estudió las obras de Victor Hugo, Jean-Jacques Rousseau y Otto von Bismarck, quienes fueron su inspiración para escribir sus memorias en forma de manuscritos, conocidas como Memorias de Tadj es-Saltaneh.
Ella fue el interés de amor del poeta persa Aref Qazviní, poeta nacional de Irán, que escribió su famoso poema Ey Tadj para ella.

## Derechos de las mujeres
Tadj fue una feminista y una pionera de los derechos de las mujeres en Irán. Fue una destacada socia fundadora del grupo clandestino de derechos de las mujeres de Irán, Anjoman Horriyyat Nsevan (Sociedad de la Libertad de las Mujeres), que trabajaba por la igualdad de derechos de las mujeres hacia 1910.
Era una escritora, pintora, intelectual y activista que acogía reuniones literarias en su casa una vez por semana. Fue la primera mujer en la corte en quitarse el hiyab y usar ropa occidental.
Sus memorias fueron publicadas bajo el título de Coronación angustiosa: Memorias de una princesa persa del Harem a la modernidad 1884-1914 (1996), corregido con un prefacio de Abbas Amanat y traducido por Anna Vanzan y Amin Neshati. Fueron bien recibidos, y el suplemento literario del Times los describía así: "En un estilo algo inusual y engorroso, las memorias de Tadj, escritas en 1914, cubren un período de treinta años de una era rápidamente cambiante [...] Una curiosa mezcla de lo reconstructivo y reflexivo, las memorias de Tadj es-Saltaneh traen a casa los conflictos intensos de una vida a horcajadas del harén y el modernismo".
Falleció en 1936, y sus restos descansan en el Cementerio de Zahiroddoulé.
Su vida, escritos y su papel como feminista, son tema de estudio de Oriente Medio en universidades como la de Teherán y Harvard.

## Galería

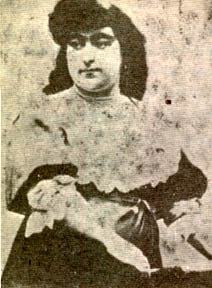